# Судова влада
Судова влада — незалежна і самостійна гілка державної влади, яка здійснюється судами.
Органи судової влади вирішують правові суперечки між конкретними особами, а також розглядають справи щодо норм контролю, а саме: відповідності законів → конституції і підзаконних нормативних актів → законам. У окремих випадках ці органи дають тлумачення правовим нормам, в основному нормам конституції країни, поза зв'язком з конкретним позовом.
Можна виділити такі напрями здійснення судової влади: охорона прав і законних інтересів громадян, охорона правопорядку від злочинних й інших правопорушень, контроль за тим, щоб діяльність державних органів не виходила за правові межі.
Суди також виконують окремі посвідчуванні функції: визнання фактів в окремих державах — зміцнення прав, коли для посвідчення потрібний доказ, що за складністю виходить за межі компетентності нотаріусів.

## Історія

### Римське судочинство

#### Архаїчне римське право (650–264 до н.е.)
Найважливішою частиною було Ius Civile (латиною "цивільне право"). Воно складалося з Mos Maiorum (латиною "спосіб предків") та Leges (латиною "закони"). Mos Maiorum був набором правил поведінки, заснованих на соціальних нормах, створених попередниками протягом років. У 451–449 до н.е. Mos Maiorum було записано в Дванадцять таблиць. Leges були правилами, встановленими керівниками, спочатку царями, а пізніше народними зборами під час Республіки. У ці ранні роки правовий процес складався з двох фаз. Перша фаза, In Iure, була судовим процесом. Одна особа йшла до глави судової системи (спочатку до священників, оскільки право було частиною релігії), який розглядав які правила можна застосувати до справи. Сторони справи могли бути представлені юристами. Потім починалася друга фаза, Apud Iudicem. Справа передавалася суддям, якими були звичайні римські громадяни в непарній кількості. Жодного досвіду не вимагалося, оскільки застосовні правила вже були вибрані. Вони просто мали судити справу.

#### Докласичне римське право (264–27 до н.е.)
Найважливішою зміною в цей період було переміщення від священника до претора як глави судової системи. Претор також видавав едикт, у якому оголошував нові закони або принципи на рік, коли його було обрано. Цей едикт також відомий як преторське право.

#### Принципат (27 рік до н.е. – 284 рік н.е.)
Принципат є першою частиною історії Римської імперії, яка розпочалася з правління Августа. Цей період також відомий як "класична ера римського права". У цю епоху едикт претора тепер був відомий як edictum perpetuum, який являв собою збірку всіх едиктів в одному едикті від Адріана. Також з'явився новий судовий процес: cognitio extraordinaria (латиною "надзвичайний процес"). Це сталося через масштаби імперії. Цей процес мав лише одну фазу, де справа була представлена професійному судді, який був представником імператора. Було можливе оскарження до безпосереднього начальника. Протягом цього періоду почали з'являтися правові експерти. Вони вивчали право і були радниками імператора. Їм також дозволялося надавати юридичні консультації від імені імператора.

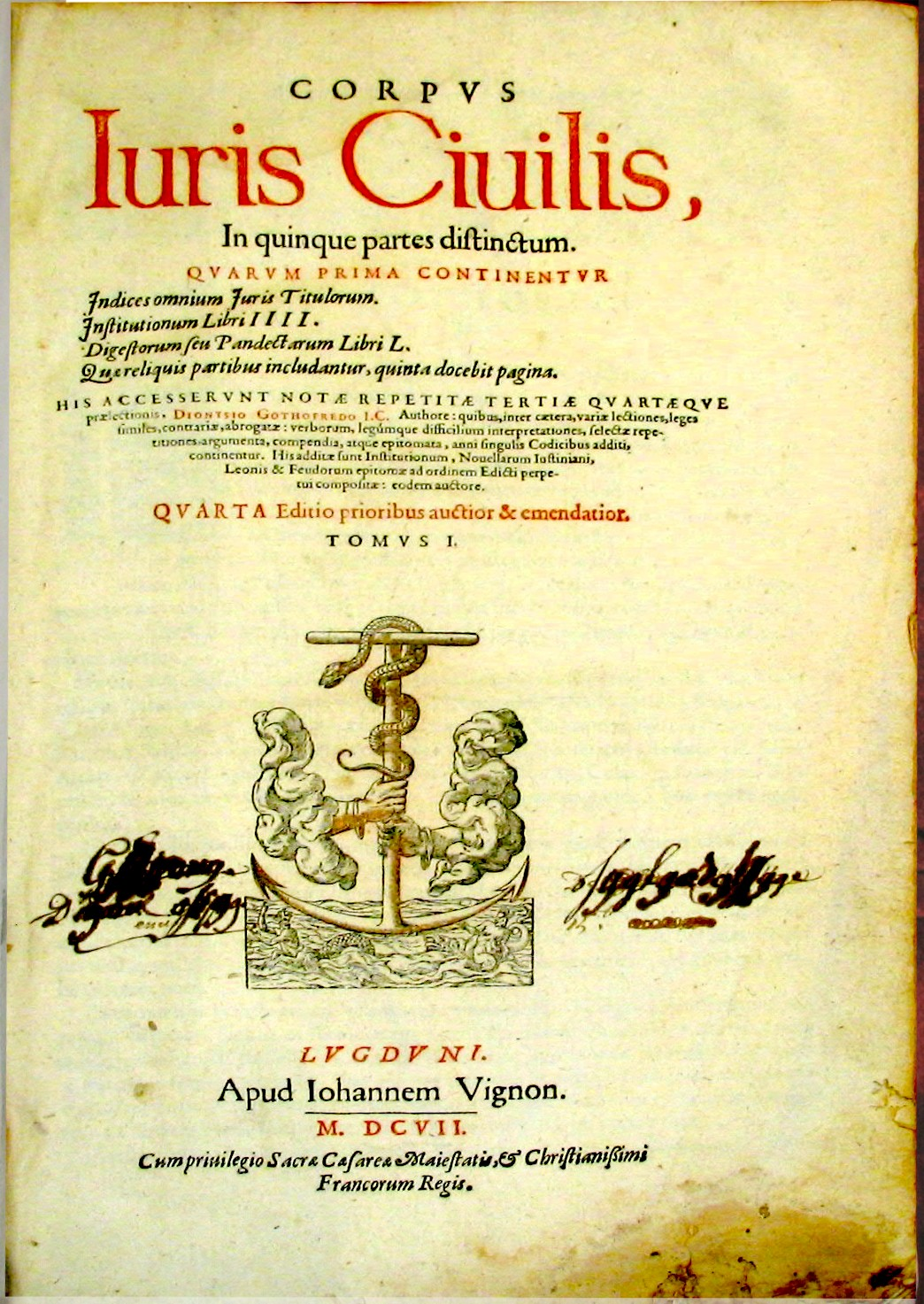
Corpus Iuris Civilis, 1607

#### Домінат (284–565 роки н.е.)
Ця ера також відома як "посткласична ера римського права". Найважливішою правовою подією цієї епохи була Кодифікація Юстиніана: Corpus Iuris Civilis. Це містило все римське право. Це була і збірка праць правових експертів з коментарями, і збірка нових законів. Corpus Iuris Civilis складався з чотирьох частин:
1. Institutiones: вступна частина та резюме римського права.
2. Digesta/Pandectae: збірка едиктів.
3. Codex: містив усі закони імператорів.
4. Novellae: містив усі нещодавно створені закони.

### Середньовіччя
Наприкінці Середньовіччя почала розвиватися освіта. Спочатку освіта була обмежена монастирями та абатствами, але розширилася до соборів і шкіл у містах в XI столітті, зрештою створивши університети. Університети мали п'ять факультетів: мистецтв, медицини, теології, канонічного права та Ius Civile, або цивільного права. Канонічне право, або церковне право - це закони, створені Папою, головою Римо-Католицької Церкви. Останню форму також називали світським правом, або римським правом. Воно було в основному засноване на Corpus Iuris Civilis, який було перевідкрито в 1070 році. Римське право використовувалося головним чином для "світських" справ, тоді як канонічне право використовувалося для питань, пов'язаних з церквою. Період, що розпочався в XI столітті з відкриття Corpus Iuris Civilis, також називається Схоластикою, яку можна розділити на ранню та пізню схоластику. Він характеризується поновленим інтересом до старих текстів.

#### Ius Civile

##### Рання схоластика (1070–1263)
Перевідкриття Дигести з Corpus Iuris Civilis призвело до того, що Болонський університет розпочав викладання римського права. Професорів університету просили вивчати римські закони та консультувати Імператора та Папу щодо старих законів. Це призвело до того, що Глосатори почали перекладати та відтворювати Corpus Iuris Civilis і створювати літературу навколо нього:
- Glossae: переклади старих римських законів
- Summae: резюме
- Brocardica: короткі речення, які полегшували запам'ятовування старих законів, свого роду мнемоніка
- Quaestio Disputata (sic et non): діалектичний метод пошуку аргументу та його спростування.[15]

Аккурсій написав Glossa Ordinaria в 1263 році, що поклало кінець ранній схоластиці.

##### Пізня схоластика (1263–1453)
Наступниками Глосаторів були Постглосатори або Коментатори. Вони розглядали предмет логічно та систематично, написавши коментарі до текстів, трактатів та consilia, які є порадами, наданими відповідно до старого римського права.

#### Канонічне право

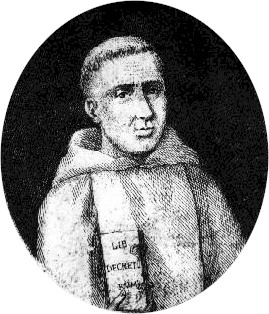
Граціан

##### Рання схоластика (1070–1234)
Канонічне право знає кілька форм законів: canones, рішення, прийняті Соборами, та decreta, рішення, прийняті Папами. Монах Граціан, один з відомих декретистів, почав упорядковувати все церковне право, яке нині відоме як Decretum Gratiani, або просто Decretum. Він становить першу частину збірки з шести юридичних текстів, які разом стали відомі як Corpus Juris Canonici. Він використовувався каноністами Римо-Католицької Церкви до П'ятидесятниці (19 травня) 1918 року, коли переглянутий Кодекс канонічного права (Codex Iuris Canonici), проголошений Папою Бенедиктом XV 27 травня 1917 року, набув юридичної сили.

##### Пізня схоластика (1234–1453)
Декреталісти, подібно до постглосаторів для Ius Civile, почали писати трактати, коментарі та поради до текстів.

#### Ius Commune
Близько XV століття розпочався процес рецепції та акультурації обох законів. Кінцевим продуктом став Ius Commune. Це була комбінація канонічного права, яке представляло загальні норми та принципи, і римського права, яке містило фактичні правила та терміни. Це означало створення більшої кількості юридичних текстів і книг та більш систематичний спосіб проходження юридичного процесу. У новому юридичному процесі була можлива апеляція. Процес був частково інквізиторським, де суддя активно досліджував би всі докази перед ним, але також частково змагальним, де обидві сторони несуть відповідальність за пошук доказів, щоб переконати суддю.

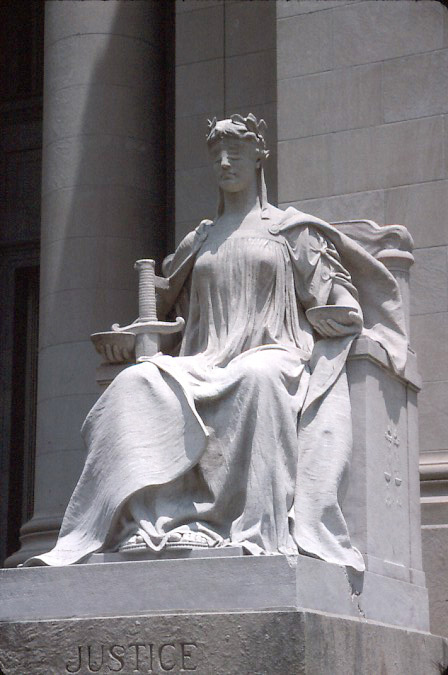
Юстиція (латинська: Justicia), символ судової влади. Статуя у Окружному суді Шелбі, Мемфіс, Теннессі

Після Французької революції законодавці припинили тлумачення закону суддями, і тільки законодавчий орган мав право тлумачити закон; пізніше ця заборона була скасована Наполеонівським кодексом.

## Ознаки судової влади
Судову владу характеризують такі ознаки:
1. Соціальний характер влади. Судова влада належить до сфери суспільних відносин і тому її соціальна роль полягає в забезпеченні панування права, в тому числі й щодо держави. Усі громадяни, їх організації та об'єднання, державні і муніципальні органи, у тому числі і вищі органи влади і управління, зобов'язанні виконувати рішення судів;
2. Незалежність, самостійність та відокремленість судової влади. Н. Юзікова зазначає, що незалежність судової влади – це принцип ефективної діяльності суду, що вільний від будь-якого зовнішнього чи внутрішнього впливу з боку органів законодавчої та виконавчої влади, фізичних та юридичних осіб. Незалежність судової влади обумовлюється конституційним розподілом влади. Судова влада виконує притаманні їй функції правосуддя та контролю незалежно від інших гілок влади, не підпорядковуючись їм. Принцип незалежності суддів спрямований не тільки на убезпечення суддів від протизаконного впливу органів і осіб. Він покликаний підняти самостійність та відповідальність суддів при вирішенні будь-якого правового питання. Це означає, що суд кожного разу сам зобов’язаний встановити всі обставини справи, самостійно підібрати норму закону і зробити з неї правові висновки. Суд не пов’язаний висновками, що зроблені іншими органами за обставинами справи. Достовірність фактів, встановлених органами управління, ретельно перевіряється у судовому засіданні. Самостійність означає відсутність будь-якого підпорядкування судів та потреби затверджувати їх рішення. Суди займають особливе становище в державному механізмі, що обумовлено особливостями виконуваних їм функцій, специфікою умов і порядку їх діяльності. Вони не входять до будь-якої іншої системи державних органів. Відокремленість судової влади випливає з її незалежності і самостійності. Це означає, що суди утворюють досить автономну систему, що включає не тільки суди (у вузькому сенсі слова), але й інші підрозділи, що забезпечують їх життєдіяльність.
3. Виключність судової влади. Виключність судової влади – означає, що жоден орган державної влади окрім суду не може вирішувати усі правові суперечки та ухвалювати рішення, здійснюючи правосуддя. Держава доручає тільки судам ухвалювати рішення з конкретних цивільних, господарських, кримінальних та адміністративних справ, що підкреслює виключність судових рішень. Тільки органи судової влади можуть застосовувати державні примусові заходи, такі як визнання особи винною, призначення покарання.
4. Єдність судової влади. Єдність судової влади забезпечується сукупністю нормативно-правових актів, що регулюють питання судоустрою та судочинства, мають єдиний механізм дії. Єдність насамперед проявляється у функціях судової влади – правосудді і контролі
5. Судова влада здійснюється на основі і у відповідності з вимогами процесуального закону та на основі певних принципів. Саме процесуальний закон детально регламентує процедуру розгляду справ у суді, гарантуючи дотримання прав і законних інтересів всіх учасників судового розгляду, недопущення порушень закону і суб'єктивізму. Порушення процесуальних норм є підставою скасування рішень суду. Судова влада здійснюється на основі певних принципів, встановлених нормами міжнародного та внутрішнього права
6. Судовій владі належить функція контролю. Судова влада має право на здійснення контролю за відповідністю законів Конституції, для захисту прав громадян у їх стосунках з органами виконавчої влади та їх службовими особами, а також для контролю за дотриманням прав і свобод громадян під час розслідування злочинів та проведення правоохоронними органами оперативно-розшукової діяльності.
7. Виконання вимог суду і виконання його рішень забезпечується силою держави. У разі потреби відповідні органи і посадові особи можуть застосувати відповідні заходи для реалізації рішень і вимог суду. У державному механізмі функціонують спеціальні органи і посадові особи, до обов'язків яких входить виконання судових рішень.

## Здійснення судової влади
У сучасному світі склалися дві судові системи, одна з яких іменується змагальною, а друга — слідчою. Характерною рисою змагальної судової системи є безпосередній диспут сторін перед судом, коли сторони (адвокати) мають можливість контролювати хід процесу й є головними дійовими особами в цьому процесі. Суддя тут наближається за своєю позицією до ролі третейського судді. Якщо при цьому є присяжні, то суддя не вирішує питання, хто правий, а хто винен. Суддя не втручається до процесу ухвалення рішення. Змагальна судова система характерна для держав із прецедентною правовою системою.
У слідчій системі багато що визначається на стадії попереднього розслідування, і суддя по суті веде справу на основі документів. При цьому суддя сам досліджує факти і прагне встановити істину у справі. У слідчій системі за традицією не застосовується суд присяжних, і адвокати не є головними дійовими особами. Слідча система використовується в державах з нормативно-актною правовою системою.
Судова влада здійснюється одноосібно суддею або судовою колегією з дотриманням встановленої законом процедури. Межі дії судової влади обмежені нормами, що регламентують право на звернення в суд, а також принципами права.